# Angel Eyes (m.o.v.eの曲)
「Angel Eyes」（エンジェルアイズ）は、m.o.v.eの26枚目のシングル。

## 概要
- 4ヶ月連続リリースの第4弾で、アルバム『GRID』の先行シングルでもある。
- 本作から約1年半の間、新曲がリリースされなかった。

## 収録曲
1. Angel Eyes
  - 作詞：motsu、作曲・編曲：t-kimura
  - MBS/TBS系『世界バリバリ★バリュー』エンディング曲
2. SAIL AWAY
  - 作詞：motsu、作曲・編曲：t-kimura
3. Angel Eyes (INSTRUMENTAL)
4. SAIL AWAY (INSTRUMENTAL)